# Przystań (film 1970)
Przystań – polski film obyczajowy z 1970 roku w reżyserii Pawła Komorowskiego. Zdjęcia kręcono w Piaskach (część Krynicy Morskiej) na Mierzei Wiślanej.

## Obsada aktorska
- Ryszarda Hanin – Bosakowa
- Irena Szczurowska – „Białowłosa”
- Gustaw Lutkiewicz – szyper Józef Bosak
- Roman Kłosowski – magazynier Jasio
- Wacław Kowalski – Matusiak
- Franciszek Pieczka – Muraszko
- Tadeusz Gwiazdowski – bosman
- Ewa Maria Hesse – Zosia, żona Jasia
- Teresa Lipowska – Żeberkiewiczowa
- Henryk Bista – Żeberkiewicz
- Stanisław Zatłoka – Czaruś